# Coppa Italia di Serie A2 2012-2013 (calcio a 5)
La quattordicesima edizione della Coppa Italia riservata alle formazioni di Serie A2 si è svolta presso il PalaWojtyla di Martina Franca dal 15 al 17 febbraio del 2013.
Le squadre qualificate per la Final Eight di Coppa Italia, al termine del girone d'andata (ovvero le prime quattro classificate) del campionato 2012-13 sono:
| Girone A | Girone A     | Girone B | Girone B            |
| 1        | Cagliari     | 1        | LCF Martina         |
| 2        | New Team FVG | 2        | Scafati-Santa Maria |
| 3        | Zanè Vicenza | 3        | Augusta             |
| 4        | Reggiana     | 4        | Potenza             |

## Formula
Le prime quattro classificate dopo il girone di andata dei due gironi si affrontano, in una gara unica, nei quarti di finale, decisi da sorteggio. Le vincenti accedono alla semifinale e poi in finale, anch'esse in gara unica. La vincitrice della finale si aggiudica il trofeo.
In caso di parità al termine dei quaranta minuti regolamentari, si svolgeranno due tempi supplementari di 5 minuti ciascuno. In caso di ulteriore parità la vittoria si assegnerà dopo i calci di rigore.

### Sorteggio
Il sorteggio è stato effettuato mercoledì 23 gennaio, alle ore 14.00, presso gli uffici della Divisione Calcio a 5, a Roma.
Le otto squadre qualificate sono state divise in due urne: nella prima andranno le squadre che si sono classificate prime e seconde nei due gironi (Cagliari, New Team, Martina e Napoli Futsal S.M.); nella seconda urna invece le formazioni terze e quarte classificate (Zanè Vicenza, Reggiana, Augusta e Potenza). Il sorteggio prevede che non potranno incontrarsi squadre inserite nella stessa urna e appartenenti allo stesso girone di campionato.

## Tabellone
|  | Quarti di finale    | Quarti di finale    | Quarti di finale    |                     |                     | Semifinali          | Semifinali | Semifinali |  |  | Finale | Finale | Finale |  |
|  |                     |                     |                     |                     |                     |                     |            |            |  |  |        |        |        |  |
|  | New Team FVG        | New Team FVG        | 1(5)                |                     |                     |                     |            |            |  |  |        |        |        |  |
|  | New Team FVG        | New Team FVG        | 1(5)                |                     |                     |                     |            |            |  |  |        |        |        |  |
|  | Augusta             | Augusta             | 1(3)                |                     |                     |                     |            |            |  |  |        |        |        |  |
|  | Augusta             | Augusta             | 1(3)                |                     | New Team FVG        | New Team FVG        | 1          |            |  |  |        |        |        |  |
|  |                     |                     |                     |                     | New Team FVG        | New Team FVG        | 1          |            |  |  |        |        |        |  |
|  |                     |                     | Cagliari            | Cagliari            | 3                   |                     |            |            |  |  |        |        |        |  |
|  | Cagliari            | Cagliari            | Cagliari            | Cagliari            | 3                   | 5                   |            |            |  |  |        |        |        |  |
|  | Cagliari            | Cagliari            |                     |                     |                     |                     |            |            |  |  |        |        |        |  |
|  | Potenza             | Potenza             | 2                   |                     |                     |                     |            |            |  |  |        |        |        |  |
|  | Potenza             | Potenza             | 2                   |                     | Cagliari            | Cagliari            | 2          |            |  |  |        |        |        |  |
|  |                     |                     |                     |                     |                     |                     |            |            |  |  |        |        |        |  |
|  |                     |                     | Scafati-Santa Maria | Scafati-Santa Maria | 3                   |                     |            |            |  |  |        |        |        |  |
|  | Scafati-Santa Maria | Scafati-Santa Maria | Scafati-Santa Maria | Scafati-Santa Maria | 3                   | 5                   |            |            |  |  |        |        |        |  |
|  | Scafati-Santa Maria | Scafati-Santa Maria |                     |                     |                     |                     |            |            |  |  |        |        |        |  |
|  | Reggiana            | Reggiana            | 2                   |                     |                     |                     |            |            |  |  |        |        |        |  |
|  | Reggiana            | Reggiana            | 2                   |                     | Scafati-Santa Maria | Scafati-Santa Maria | 4          |            |  |  |        |        |        |  |
|  |                     |                     |                     |                     | Scafati-Santa Maria | Scafati-Santa Maria | 4          |            |  |  |        |        |        |  |
|  |                     |                     | LCF Martina         | LCF Martina         | 3                   |                     |            |            |  |  |        |        |        |  |
|  | LCF Martina         | LCF Martina         | LCF Martina         | LCF Martina         | 3                   | 4                   |            |            |  |  |        |        |        |  |
|  | LCF Martina         | LCF Martina         |                     |                     |                     |                     |            |            |  |  |        |        |        |  |
|  | Zanè Vicenza        | Zanè Vicenza        | 0                   |                     |                     |                     |            |            |  |  |        |        |        |  |

## Risultati

### Quarti di finale
| Arbitri: | Raffaele Ziri (Barletta) Vincenzo Rossi (Trento) |
| Crono:   | Gianfranco Cardettini (Moliterno)                |

|                                                                        |           |                                    |
| Noro 19'09’’ Ottoni 23'10’’ V. Costa 32'17’’, 36'34’’ Amirante 39'40’’ | Marcatori | 5'23’’ Marcelinho 26'43’’ E. Costa |

| Arbitri: | Alessandro Maggiore Angelo De Benedictis (Campobasso) |
| Crono:   | Giuseppe Galasso (Avellino)                           |

|                                             |                      |                                         |
| Teixeira 25'39’’                            | Marcatori            | 39'28’’ Cardoso                         |
| Mazzariol Mordej Teixeira Alonso Quinellato | Tiri di rigore 5 – 3 | Vilela Scheleski Castrogiovanni Ferrari |

| Arbitri: | Francesco Nitti (Barletta) Giuseppe Parente (Como) |
| Crono:   | Luca Michele De Candia (Molfetta)                  |

|                                                                      |           |                              |
| Cavalli 15'42’’ Serginho 24'43’’, 27'02’’ Isco 24'40’’ Massa 39'28’’ | Marcatori | 13'24’’ Garcia 36'01’’ Gomes |

| Arbitri: | Rosario La Cerra (Battipaglia) Giancarlo Lombardi (Roma 1) |
| Crono:   | Aurelio Di Lucchio (Venosa)                                |

|                                                                 |           |  |
| Dao 10'35’’ Santana 14'48’’ (aut.) Luft 20'08’’ Fininho 30'23’’ | Marcatori |  |

### Semifinali
| Arbitri: | Francesco Scarpelli (Padova) Leonardo Gaetani (Pescara) |
| Crono:   | Ferruccio Prisma (Crotone)                              |

|                                                        |           |                 |
| Alan 6'03’’ Teixeira 21'54’’ (aut.) Barbarossa 28'20’’ | Marcatori | 15'59’’ Mancini |

| Arbitri: | Vincenzo Messana (Trapani) Daniele Fratangeli (Frosinone) |
| Crono:   | Marco Pennarossa (Pescara)                                |

|                                          |           |                                                                        |
| Luft 29'43’’, 37'17’’ (rig.) Dao 31'09’’ | Marcatori | 17'46’’ (aut.) Francini 19'23’’ Ottoni 32'31’’ Milucci 33'06’’ Bertoni |

### Finale
| Arbitri: | Stefano Pani (Oristano) Carmelo Loddo (Reggio Calabria) Nicola Zanna (Ferrara) |
| Crono:   | Marco Messina (Vasto)                                                          |

| |            | |
| Cavalli 4'25’’, 36'49’’ | Marcatori  | 10'42’’ V. Costa 20'56’’ Noro 25'32’’ Ottoni |
| · Mirko Murru · Antonio Mura · Francisco Isco · Andrea Manunza · Serginho · Marcelo Dalle Molle · Alan · Lucas Massa · Andrea Barbarossa · Bruno Cavalli · Eli Marras Loddo · M. Mura | Formazioni | · Eduardo Bragaglia · Salvatore Amirante · Rodrigo Bertoni · Antonio Pipolo · Pasquale Sepe · Noro · Vinícius Costa · Vincenzo Botta · Vincenzo Milucci · Daniel Ottoni · Leopoldo Campolongo · Andrea Mattiello |
| Diego Podda | Allenatori | Ivan Oranges |

## Classifica marcatori
| Gol |  |  | Giocatore          | Squadra             |
| --- |  |  | ------------------ | ------------------- |
| 3   |  |  | Bruno Cavalli      | Cagliari            |
| 3   |  |  | Vinícius Costa     | Scafati-Santa Maria |
| 3   |  |  | Christian Luft     | LCF Martina         |
| 3   |  |  | Daniel Ottoni      | Scafati-Santa Maria |
| 2   |  |  | Dao                | LCF Martina         |
| 2   |  |  | Noro               | Scafati-Santa Maria |
| 2   |  |  | Serginho           | Cagliari            |
| 1   |  |  | Alan               | Cagliari            |
| 1   |  |  | Salvatore Amirante | Scafati-Santa Maria |
| 1   |  |  | Andrea Barbarossa  | Cagliari            |
| 1   |  |  | Rodrigo Bertoni    | Scafati-Santa Maria |

| Gol |  |  | Giocatore         | Squadra             |
| --- |  |  | ----------------- | ------------------- |
| 1   |  |  | Eduardo Cardoso   | Augusta             |
| 1   |  |  | Eduardo Costa     | Reggiana            |
| 1   |  |  | Fininho           | LCF Martina         |
| 1   |  |  | Osni García       | Potenza             |
| 1   |  |  | Dilhermando Gomes | Potenza             |
| 1   |  |  | Francisco Isco    | Cagliari            |
| 1   |  |  | Marco Mancini     | New Team FVG        |
| 1   |  |  | Marcelinho        | Reggiana            |
| 1   |  |  | Lucas Massa       | Cagliari            |
| 1   |  |  | Vincenzo Milucci  | Scafati-Santa Maria |
| 1   |  |  | Rodrigo Teixeira  | New Team FVG        |